# Fan

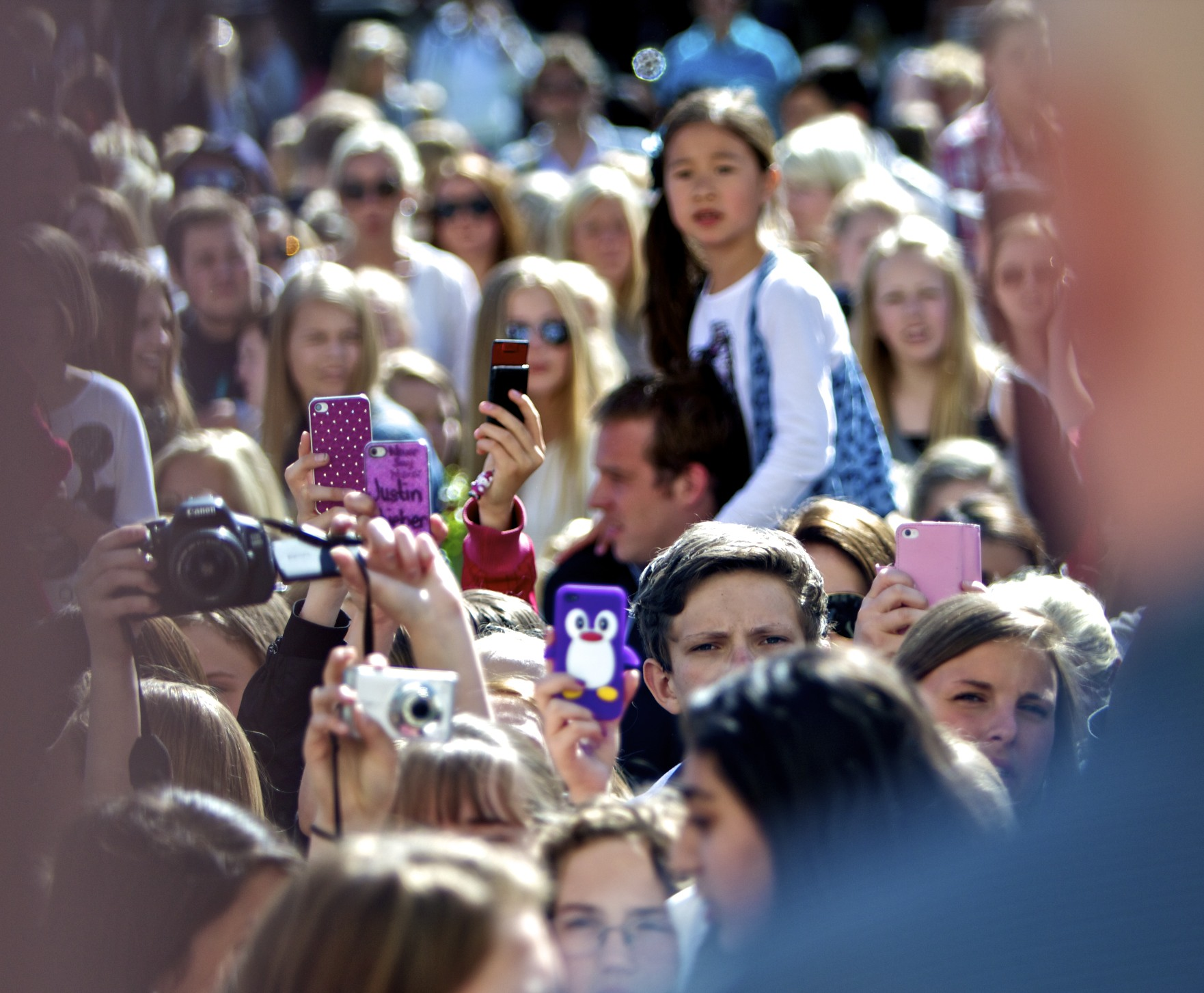
Beliebers, la base de fanáticos de Justin Bieber, reunidos alrededor del hotel donde se supone que estaría Bieber en Oslo (Noruega) el 30 de mayo de 2012.

Un fan (en plural: fanes), fanático, aficionado, seguidor, hincha o forofo, es una persona que es aficionado o seguidor apasionado de alguien o algo. El término se utiliza en particular en el deporte y el arte, para referirse a admiradores de una persona, grupo, equipo u obra.
Los fanes de algo o alguien constituyen la fanaticada o afición de la persona o cosa a la que se admira. A veces demuestran su afición siendo miembros de un club de fanes, creando fanzines, promoviendo lo que les interesa, o de otras maneras más.

## Etimología
La palabra fan se refiere a la del inglés «fan», un acortamiento de la palabra completa «fanatic». En español, su traducción directa es fanático. La palabra fanático proviene del latín moderno fanaticus, cuyo significado es divinamente inspirado o entusiasta. La palabra es derivada de fanum, latín para templo o espacio sagrado. 

## Características
Los fanes suelen tener una admiración sobre algo lo suficientemente fuerte para causarlos hacer cambios en su estilo de vida con la meta de activamente practicar tal admiración sobre un objeto, persona o fenómeno. Un fan desea expresar su entusiasmo de manera externa y física, es decir, desea demostrar su participación sobre lo que admira a través de ciertos comportamientos activos (por ejemplo, yendo a convenciones, publicando en línea, exhibiendo pancartas de equipos en sus casas, creando fan art o fanfiction, etc.). Un fan tiene un deseo de adquirir o coleccionar objetos relacionados con su área de interés, como por ejemplo un bate cuyo pertenecía a un pelotero famoso o un álbum firmado por su héroe musical. De igual manera, algunos fanes desean tener relaciones sociales con otros fanes que comparten admiración por la misma cosa o persona. Esto también puede representarse en maneras distintas, desde conversaciones casuales, correos electrónicos, y salas de chat en línea hasta reuniones en persona como parte de clubs de fanes y convenciones organizadas.

## Tipos de admirador

### Celebridades
Los fanes de celebridades tienen una relación amorosa platónica con una estrella de películas, un artista pop, un atleta o una celebridad. El groupie es un ejemplo de esto. Son fanáticos de una banda o un músico en particular y siguen el trayecto de estos artistas en una gira de conciertos. El nivel de devoción ante celebridades puede variar desde una admiración amorosa simple, hasta una ilusión falsa que los hace sentir una relación exclusiva con la estrella. En casos extremos, esto puede convertirse en el síndrome de adoración a famosos y/o comportamiento hostigador. Este tipo de obsesión puede causar que un fan termine odiando a quien admiraba, hasta llegar a cometer actos violentos. Un ejemplo de esto fue el caso de la cantante de música tejana Selena que fue asesinada por la presidenta de su «fan club», Yolanda Saldívar.  
Este tipo de fan está relacionado al concepto de la relación o interacción parasocial, cuando las audiencias desarrollan una relación parcial con personas famosas. No todos tienen sentimientos amorosos ante sus ídolos. También, hay fanes que quieren ser amigos de sus ídolos y respetan que ellos estén en relaciones privadas. De hecho, algunos adoran parejas de famosos.

### Gamers
Más información: Gamer
Los conocidos por el anglicismo gamers suelen enfocar su admiración en los videojuegos. El videojugador disfruta de esta actividad como algo más allá que un pasatiempo pasivo; más bien, le dedican una cantidad significante de horas a jugar. Incluso, algunos gamers llevan esta admiración al nivel profesional, como convirtiéndose en atletas de e sports. 

### Música
Un fan de música se refiere a un concepto diferente a lo que son los fanes de una banda o músico en particular, pues más bien son fanáticos de un género o sonido específico. Muchas de las revistas musicales, como Rolling Stone, fueron creadas por fanes de música.

#### Musicales

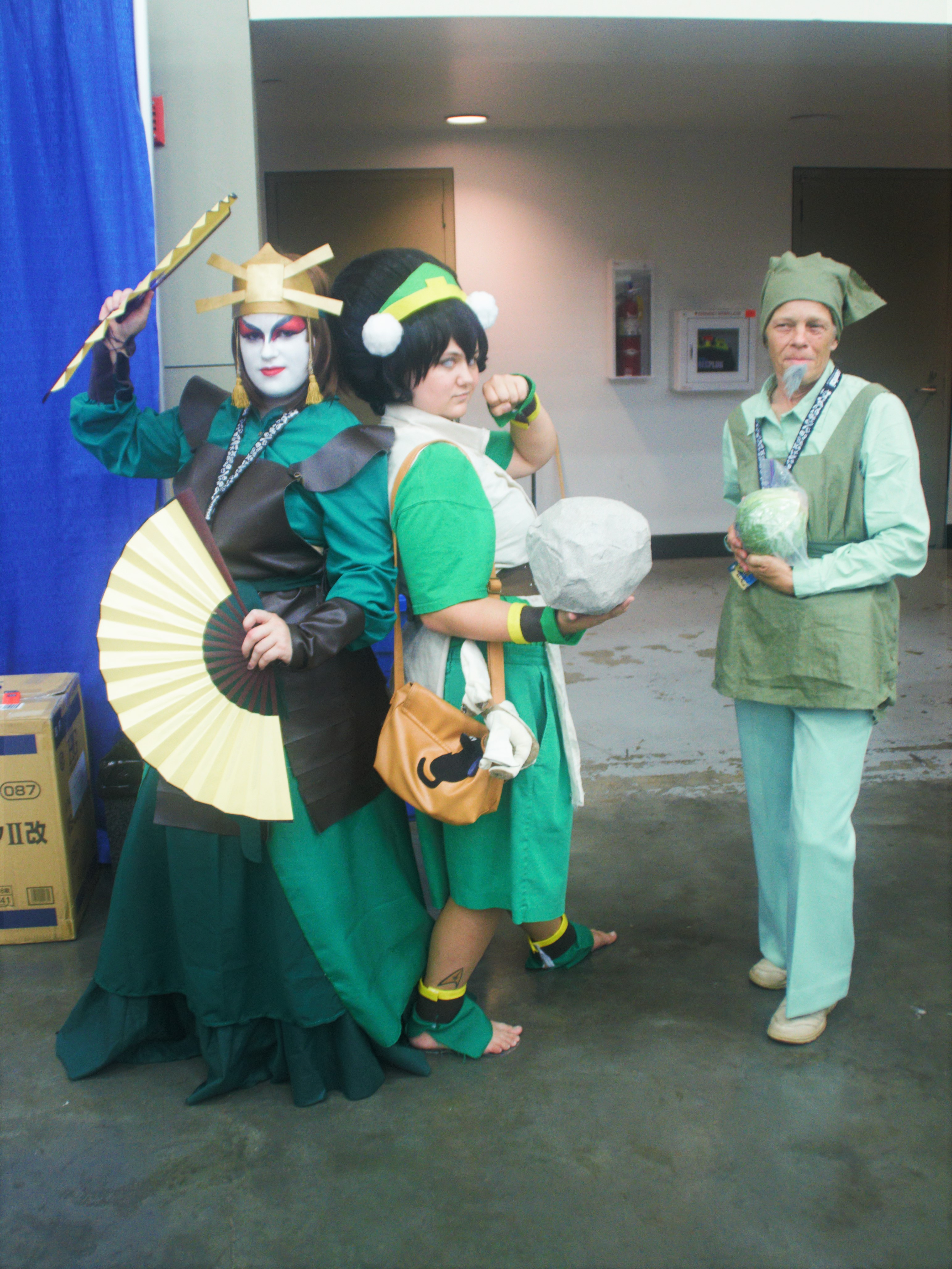
Practicantes del cosplay en una convención disfrazados de personajes del show Avatar: la leyenda de Aang.

La gran mayoría de los musicales populares tienen su propio grupo de fanes. Rent alega tener una cantidad significante de «Rentheads» desde su debut en Broadway. Además, los seguidores de El fantasma de la ópera se llaman «phans», por su traducción a la palabra fantasma en inglés phantom. En el 2018, la obra famosa estuvo entre los 10 fandoms musicales más destacados del año de Playbill.

### Ciencia ficción
Se piensa que la subcultura organizada de los fanes del género de ciencia ficción pudo haber comenzado desde los 1920, con sus raíces en columnas de revistas de ciencia ficción. Este fandom inspiró fanzines de ciencia ficción (incluyendo asociaciones amateur de periodismo), convenciones de ciencia ficción, los Premios Hugo (y otras ceremonias derivadas), entre otras entidades. La gran variedad de organizaciones, jerga y costumbres generada a causa de este fandom inspiró a otros tipos de fanes, como los de cómics, la comunidad del cosplay, el furry fandom, y también las labores relacionadas como parte de la participación activa de un fan, como lo es el fansub.

### Otaku
Más información: Otaku
El término japonés «otaku» describe a una persona con intereses obsesivos. En Japón, este término tiene connotaciones despectivas, sin embargo varios países lo han adoptado para describir a personas que caen dentro del fandom de anime y/o manga.

### Política
Las personas que se asocian a ciertos grupos políticos o apoyan a un político en específico se les conoce en general como partidistas en lugar a fanes, aunque también hay políticos que tienen clubes de fanes. En regímenes autoritarios, aquellos que se organizan de manera extrema se les puede llamar culto a la personalidad.

### Deportes

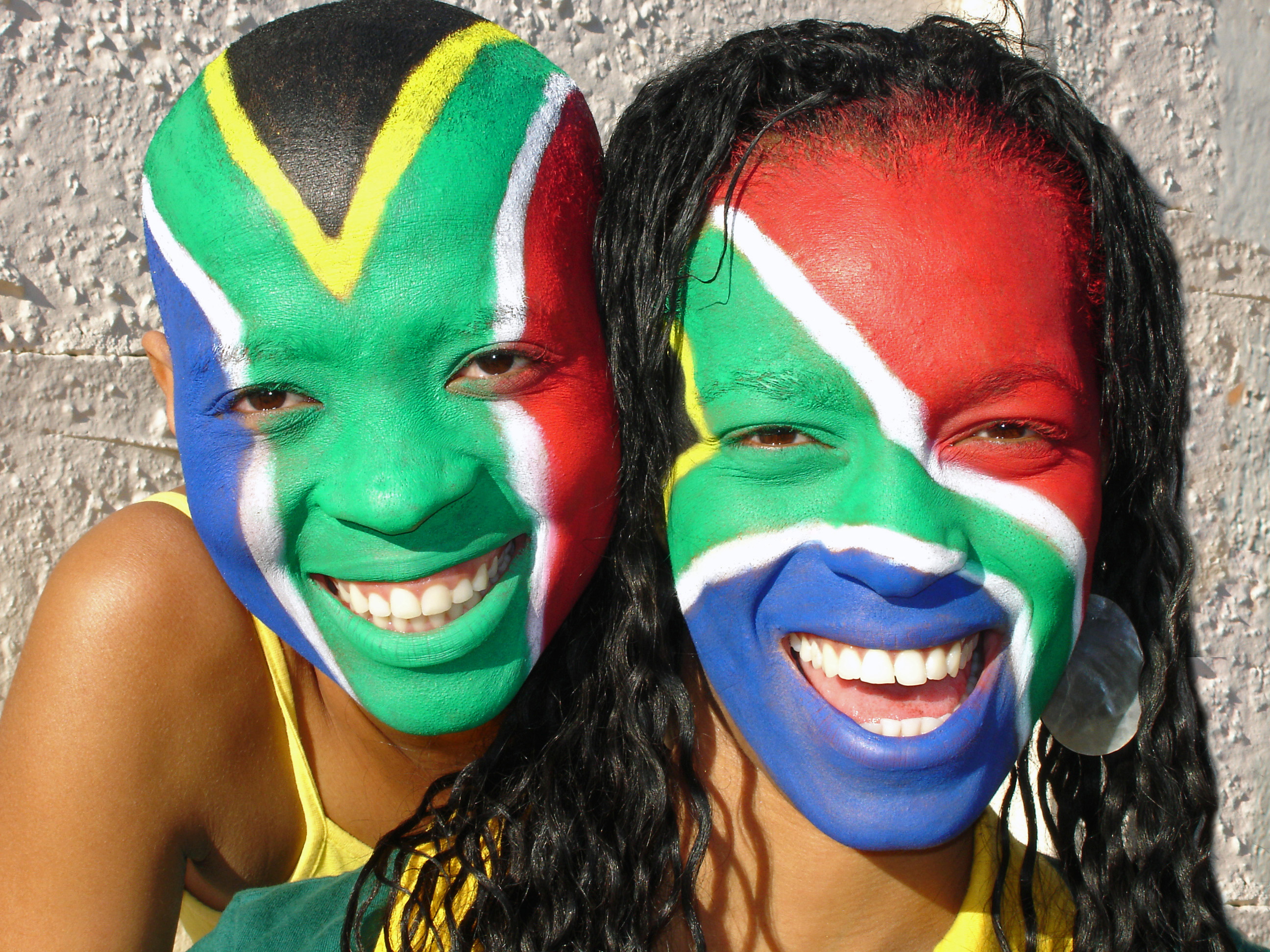
Dos fanes llevan la cara pintada de la bandera de Sudáfrica, celebrando la Copa Mundial de la FIFA del 2010.

Un fan de deportes puede ser un seguidor de un atleta y/o equipo, o un admirador de un deporte en específico hasta de todos los deportes en general. Estos fanes pasan mucho tiempo yendo a partidos o viendo partidos a través del televisor en barras deportivas. Además, siguen las tendencias y noticias a través de varios medios de comunicación.

## Motivos y psicología de los fanes
Se ha podido comprobar que las personas forofas presentan un elevado nivel de empatía, lo que les lleva a ponerse en la piel de su ídolo para experimentar lo que él experimenta. Cuando esto sucede, las neuronas espejo hacen el resto del trabajo. El forofo se identifica tanto con el ídolo (a partir, precisamente, de esa empatía) que lo que genera placer en el ídolo, genera placer en el forofo.
En la etapa de la adolescencia, los jóvenes luchan por reafirmar su identidad. Por esta razón, fijan sus expectativas en personas famosas, mediáticas o con gran atractivo social. Sueñan con parecerse a quienes consideran sus ídolos y fantasean con llegar a conseguir las mismas metas. Son un ejemplo a seguir para ellos. Así, es frecuente que los jóvenes pubertos centren su atención en los aspectos positivos de sus ídolos e ignoren los negativos. Perciben al sujeto admirado como extraordinario y excepcional. De ahí que cuando alguien lo critica, lo defienden ciegamente, sintiendo en su persona esa agresión o ataque.
Conforme el individuo se va desarrollando y alcanzando la edad adulta, el fenómeno fan se va disipando ya que el proceso de maduración le proporciona la base sobre la cual se sustenta la responsabilidad de no descuidar las obligaciones de sí mismo y de emplear las habilidades necesarias que le permitan disfrutar de la admiración hacia otros pero sin caer en lo enfermizo o patológico. Del mismo modo, es importante cuidar la autoestima del adolescente mostrándole el camino para que desarrolle sus capacidades y no se bloquee al menor obstáculo. Es recomendable igualmente, enseñarle que hay personas que no son famosas pero que son dignas de admirar por sus actos o actitudes, y que deben ser generosos a la hora de reconocerlo.

### Stan
Un stan es un fan particularmente (quizás excesivamente) ávido y/o partidario de una celebridad, programa de televisión, grupo, artista musical, película o serie de películas. El objeto del afecto del stan a menudo se llama su «bias» («parcialidad») (o «fav» [«favorito»], aunque ese es un término obsoleto). Basado en la canción de 2000 «Stan» del rapero estadounidense Eminem, el término se ha utilizado con frecuencia para describir a los devotos de artistas cuyo fanatismo coincide con la severidad del personaje obsesivo de la canción. La palabra ha sido descrita como una combinación de «stalker» («acosador») y «fan». Un sitio web conocido como «Stan Wars» o «stanipedia» surgió para albergar discusiones y flame wars entre bases de fanes rivales. El equivalente coreano de un stan es un sasaeng. La cultura stan ha sido criticada por ser tóxica.

#### Uso
Coloquialmente, el término puede usarse tanto como sustantivo como verbo. Los nombres de un artista en particular a menudo reciben nombres más detallados, como «Arianators» para los fanáticos de Ariana Grande y «Directioner» para los fanáticos de One Direction. Algunos artistas, sin embargo, no tienen títulos específicos atribuidos a sus seguidores; los fanes de Kylie Minogue se han llamado Kylie Stans. Incluso para los fandoms con títulos específicos, la fórmula «[artista] stan» todavía se aplica.

#### Predominio
Algunos de estos apodos son casi universalmente conocidos y utilizados tanto por los fanáticos de los artistas como por los extraños. Otros apodos no son de uso común, ni por los forasteros ni por la base de fanes ni por personas fuera de ella, como el llamado «Kylie Stans» de Kylie Minogue, los llamados «Madonna Fans» de Madonna, los llamados «Maroon 5 Stans» de Maroon 5 o el llamado «Nick Jonas Fans» de Nick Jonas suelen aparecer en las redes sociales como Twitter y Tumblr. El término «Stan» también se utiliza para describir a los fanes del K-pop. El término no debe confundirse con los fanes sasaeng, que son fanáticos demasiado obsesionados que acechan y, a veces, hacen daño a los ídolos. Los stans, sin embargo, son simplemente fanáticos muy dedicados.
El término se agregó al Oxford English Dictionary en 2017.

#### Reacción de celebridades
Celebridades han reaccionado positivamente a sus seguidores «stans». En particular, la cantante y compositora inglesa Jessie J dijo  sobre sus stans: «Me apoyan y compran mis álbumes y sencillos, se paran fuera de los hoteles, vienen a los espectáculos, se hacen tatuajes con mis letras y se cortan cabello como yo. Tienes que amar a tus fanes. Por eso los llamo mis Heartbeats, porque sin ellos no estaría aquí». En 2012, después de que Jessie J se rompió la pierna, un stan se rompió la suya para emular la lesión. El fan localizó la dirección personal de Jessie J y le envió una fotografía de la lesión autoinfligida. La cantante se horrorizó y decidió aumentar su seguridad.
La cantante y compositora Lorde tiene una opinión diferente sobre el tema de poner un apodo a sus seguidores. Ella lo desanimó diciendo «Me parece irritante agrupar a todos en un nombre realmente incómodo y centrado en juegos de palabras» y afirmó que nunca nombrará a su base de fanes.

## Fanboys
Los fanboys son frecuentemente retratados como «nerds enojados», demasiado agresivos, despectivos y protectores del objeto de su obsesión, o como fanáticos obsesivos y con gafas.  Términos como nerd o geek, se utilizan a menudo para describir a fanboys estereotipados. En lo que respecta a los fandoms elegidos, normalmente se asocian con cómics, videojuegos, películas o series de televisión de ciencia ficción o tecnología (como marcas de ordenadores o teléfonos inteligentes).
Una excepción a esta descripción es el aficionado a los deportes, de quien se espera que sea abiertamente sexual y agresivo. Esta representación es particularmente dominante dentro del ámbito deportivo, que proporciona un lugar legítimo para que las personas actúen de manera hipermasculinizada.